# Provincia de Lérida
Lérida (en castellano; oficialmente y en catalán: Lleida; en occitano-aranés: Lhèida) es una provincia española de la comunidad autónoma de Cataluña, con capital en la ciudad homónima de Lérida. Limita al norte con Andorra y los departamentos franceses de Ariège y Alto Garona, al occidente con Huesca y Zaragoza y al oriente con el resto de Cataluña.
Cuenta con una población de 451.707 451 197 habitantes (INE 2024).
En el extremo noroeste de la provincia se encuentra el Valle de Arán, zona de montaña con idioma propio, el aranés. Compuesta por 231 municipios, Lérida limita con las provincias de Gerona, Barcelona, Tarragona, Zaragoza y Huesca, y con Francia (con los departamentos de Pirineos Orientales, Ariège y Alto Garona) y Andorra. 
El parque nacional de Aigüestortes y Lago de San Mauricio, la catedral antigua de Lérida o la Seo Vieja, el Real Monasterio de Santa María de Vallbona, el Museo de Juguetes y Autómatas de Verdú y el Monasterio de Bellpuig de las Avellanas se encuentran en esta provincia.

## Toponimia
- «Lérida» es la denominación histórica en español recomendada por la Real Academia Española.[3] Según la Ley 2/1992 podrá usarse en textos pedagógicos escritos en castellano.
- «Lleida» es la denominación oficial aprobada por las Cortes Generales en España, de acuerdo con la Ley 2/1992[4] es la que debe usarse en textos oficiales escritos por la Administración en España.
- «Lhèida» es la denominación de la provincia en aranés (dialecto del idioma occitano), uno de los tres idiomas hablados en parte del territorio de esta provincia, concretamente en el Valle de Arán.

## Geografía
La provincia de Lérida, con una superficie de 12 173 km², representa el 2,4 % de la superficie de España y el 37,9 % de la superficie de Cataluña. Al norte limita con Francia y Andorra; al este con las provincias de Gerona, Barcelona y Tarragona; al sur con las provincias de Tarragona y Zaragoza y al oeste con la provincia de Huesca.
| Noroeste: Alto Garona | Norte: Ariège y Andorra | Nordeste: Pirineos Orientales y Gerona |
| Oeste: Huesca         |                         | Este: Barcelona                        |
| Suroeste: Zaragoza    | Sur: Tarragona          | Sureste: Tarragona                     |

### Relieve

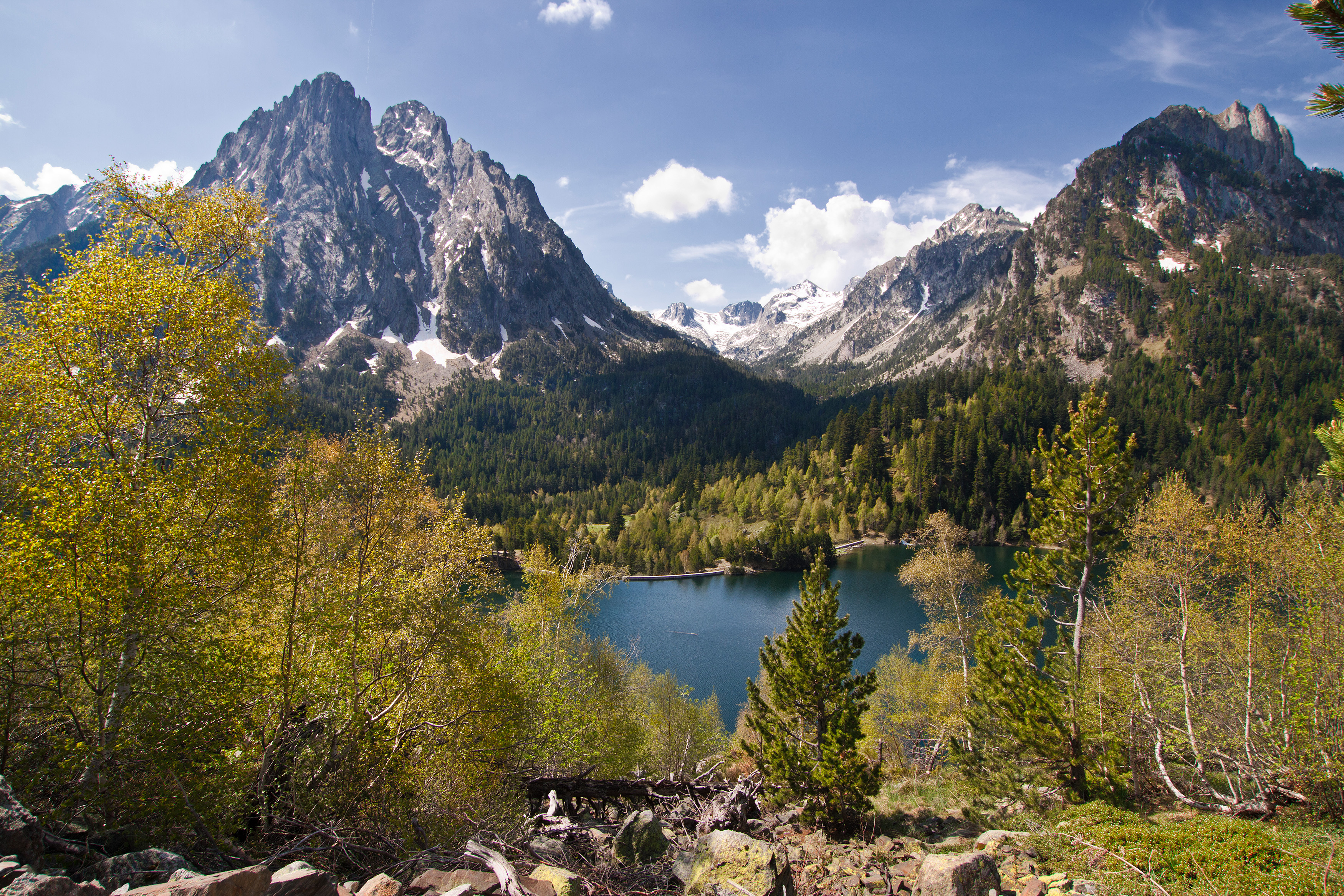
Los Encantados y lago de San Mauricio

En el norte de la provincia destaca el macizo de Beret, la sierra de Pilás, la sierra de Els Canals y la sierra de la Pica d'Estats, que con sus 3143 metros, es la sierra con mayor elevación de la provincia. En el noroeste se encuentra la depresión de la Cerdaña y al sur del Pirineo el Prepirineo, donde destacan las sierras del Montsec, con las elevaciones de Sant Alis (1677 m) y el Mirapallars (1678 m); la sierra del Cadí, con Canal Baridana (2647 m), Boumort (2076 m) y el Pedró dels Quatre Batlles (2383 m). Al sur de la provincia se alza la cordillera prelitoral, donde destacan las sierras de la Llena y del Tallat, que cierran la depresión central donde se encuentra la planicie de Urgel.

### Espacios naturales
En el ámbito natural, Lérida ofrece paisajes muy diversos, con 324 millones de árboles, es la primera provincia (en términos absolutos) con más hectáreas de territorio ocupadas por bosques. A su vez, con 27 000 árboles por kilómetro cuadrado, es la tercera provincia (empatada con Álava) con mayor densidad de superficie forestal de toda España. En la zona de alta montaña de los Pirineos se extienden el parque nacional de Aigüestortes y Lago de San Mauricio —el único parque nacional de Cataluña— y los parques naturales del Alt Pirineu y Cadí-Moixeró. En el Prepirineo se encuentran el Parque Territorial Collegats-Terradets, la Reserva Natural de Caza de Boumort y el desfiladero de Mont-rebei. La zona del llano ofrece paisajes tranquilos, sobrios en algunos casos y fértiles en otros, decorados con olivos centenarios, árboles frutales y tierras de cultivo. Destacan parajes como el lago de Ivars y Vila-sana o el Aiguabarreig del Segre, el Cinca y el Ebro.

## Demografía
Según el Instituto Nacional de Estadística (España) en 2024 la provincia contaba con 451 707 habitantes, de los cuales el 32,07 % vive en la capital, Lérida. Es la provincia menos poblada y con menor densidad de población de Cataluña.

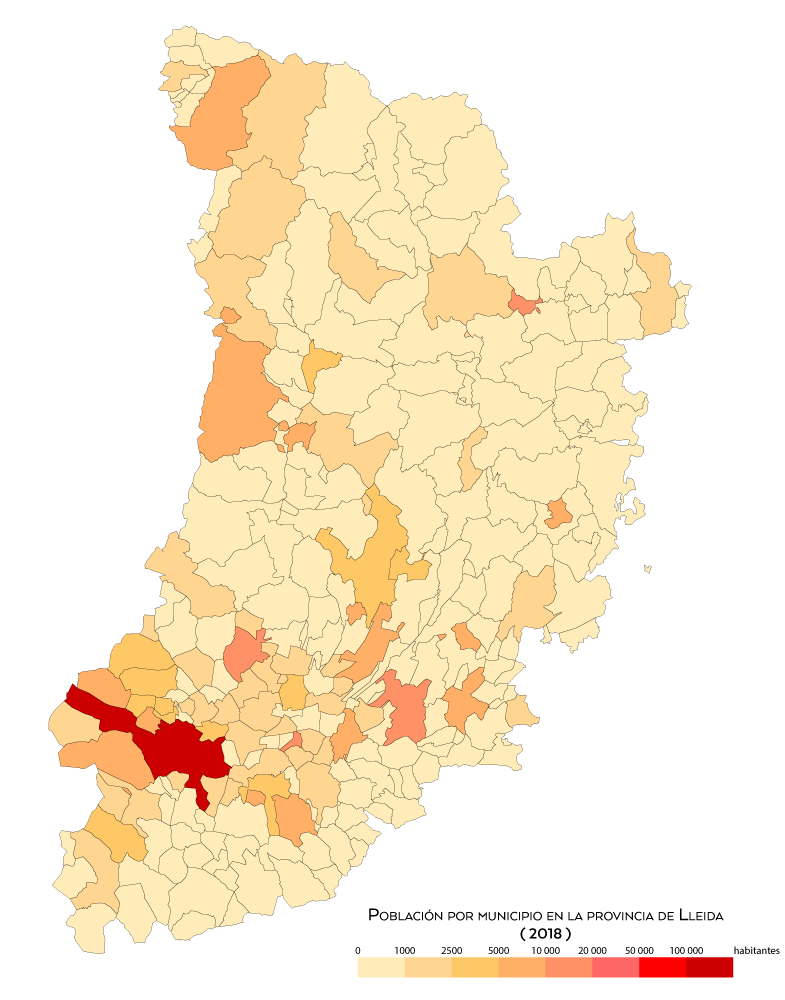
Población por municipio (2018)
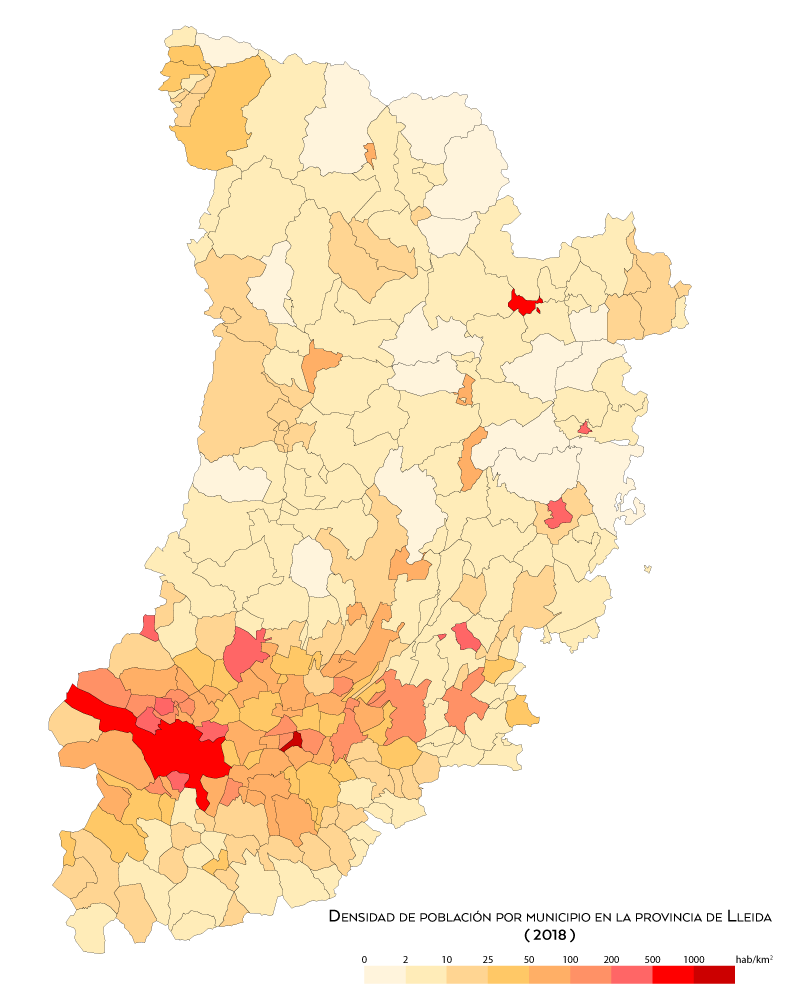
Densidad de población por municipio (2018)
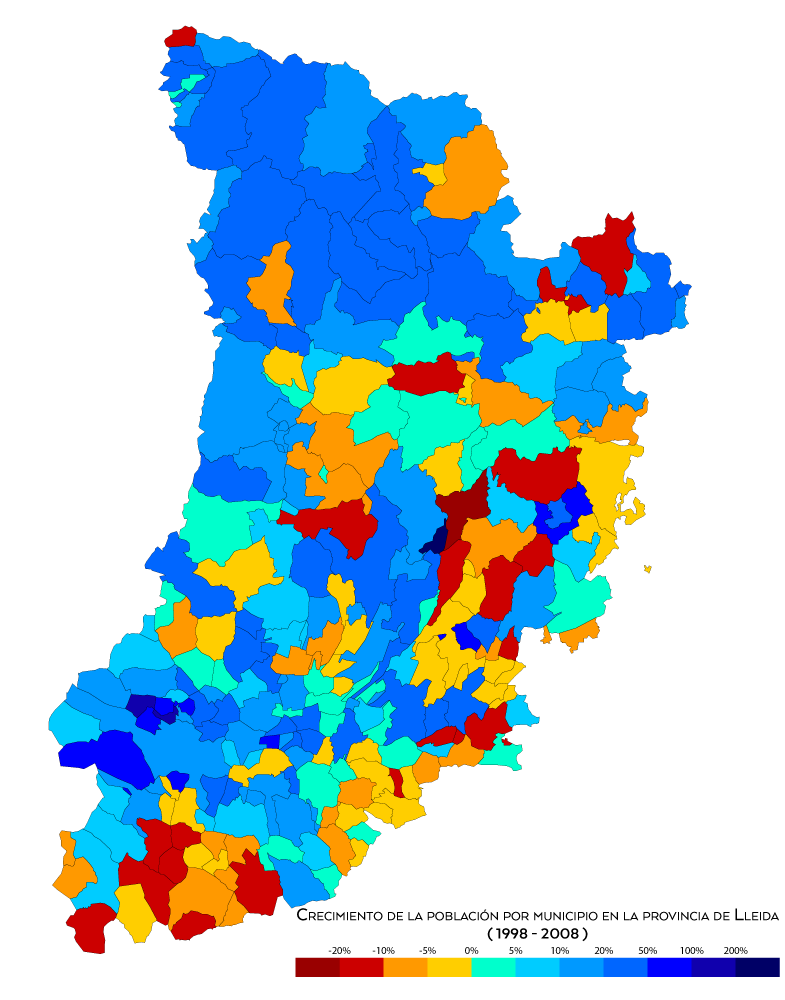
Crecimiento de la población entre 1998 y 2008
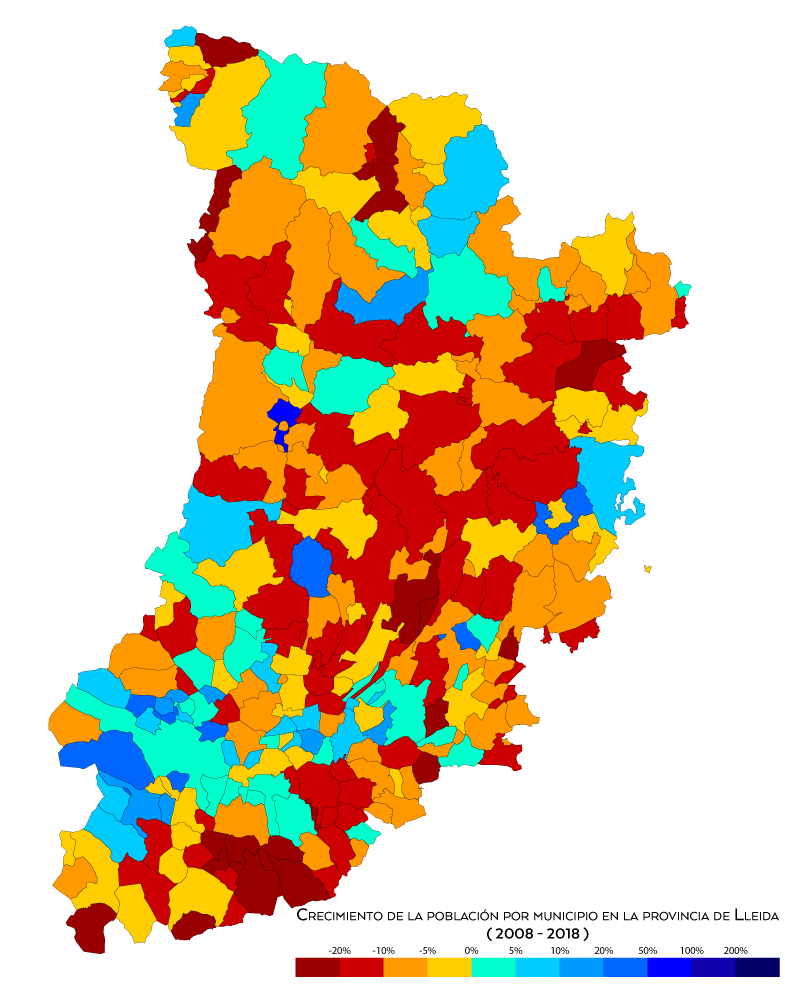
Crecimiento de la población entre 2008 y 2018

## Organización territorial

### Municipios
Existen 231 municipios en la provincia.

### Partidos judiciales
- Tremp
- Balaguer
- Cervera
- Lérida
- Seo de Urgel
- Viella y Medio Arán
- Solsona

### Comarcas
- Alta Ribagorza
- Alto Urgel
- Baja Cerdaña (mitad oeste)
- Las Garrigas
- Noguera
- Pallars Jussá
- Pallars Sobirá
- Plana de Urgel
- Segarra
- Segriá
- Solsonés
- Urgel
- Valle de Arán

También incluye Gósol, municipio perteneciente a la comarca del Bergadá.

## Economía
Turismo

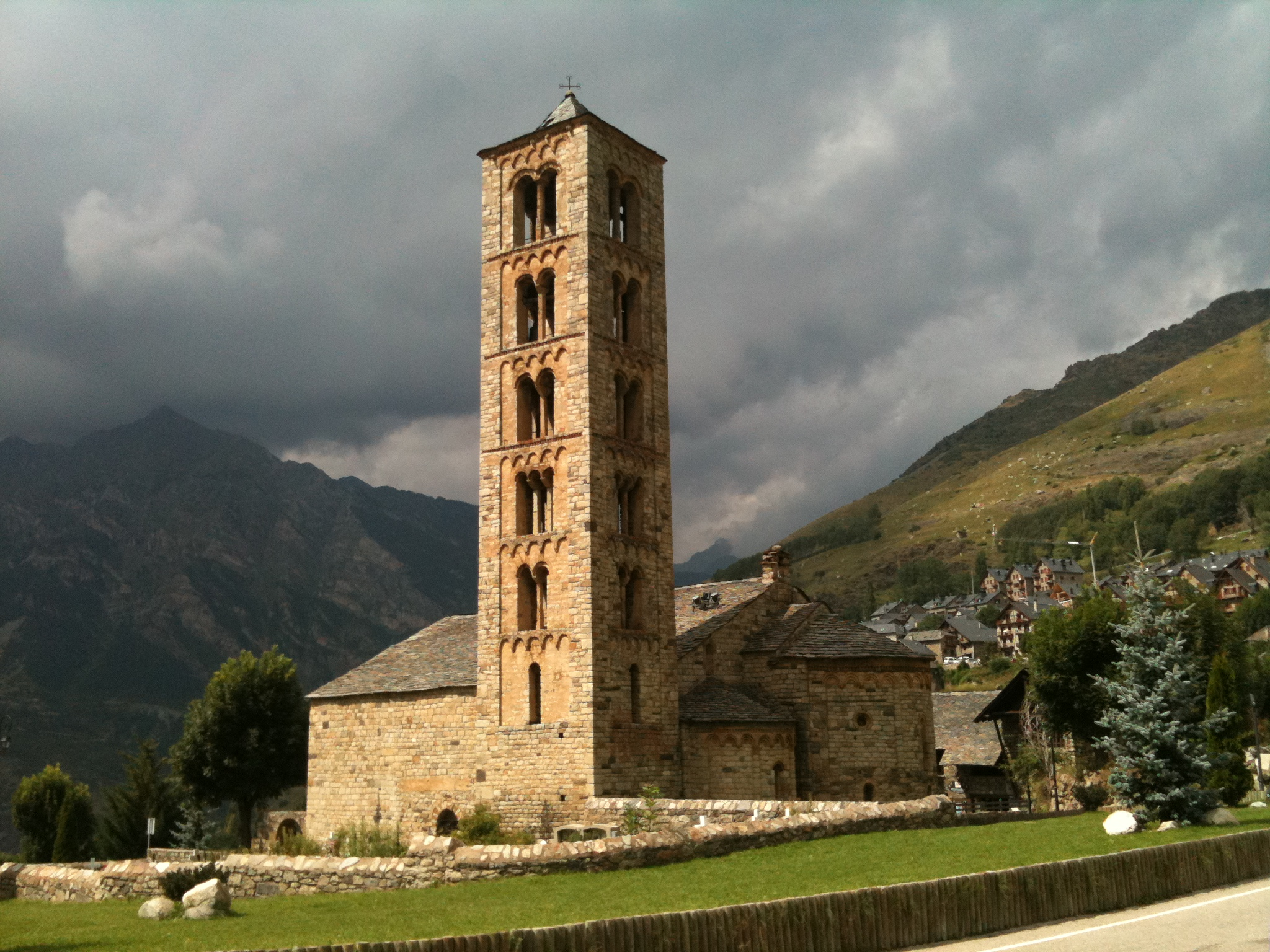
Iglesia de San Clemente de Tahull.

Lérida, situada en un enclave geográfico entre Barcelona y Madrid limita al norte con Francia y Andorra. Constituye un destino conocido para muchos amantes de la montaña, del esquí, de la cultura o de los deportes de aventura. El visitante puede disfrutar de un entorno natural complementado por un patrimonio cultural y artístico, por las tradiciones ancestrales, por su sabrosa gastronomía.
La capital, Lérida, cuenta con un notable legado monumental (la Seo Vieja, joya del período románico-gótico y el castillo templario de Gardeny) convive con modernísimos equipamientos como el palacio de congresos la Lonja. En los últimos años, la mejora de las comunicaciones ha contribuido también a reforzar Lérida como destino turístico. El tren de Alta Velocidad enlaza Lérida con Barcelona y Madrid.
Para promocionar este territorio se crea la marca turística Ara Lleida del Patronato de Turismo de la Diputación de Lérida.

## Cultura
Al rico patrimonio monumental —encabezado por el legado románico, que tiene su máximo exponente en el conjunto de iglesias de la Vall de Boí declaradas Patrimonio de la Humanidad por la Unesco— se añade la amplia oferta festiva y de actividades deportivas y culturales. Además, hay que incidir en varias iniciativas que han contribuido a desestacionalizar el sector, como la apertura del Centro de Observación del Universo del Montsec (PAM), un ambicioso proyecto que combina la investigación, la educación y la divulgación con el turismo cultural y científico; el arranque del Tren de los Lagos, ferrocarril turístico que une la capital leridana con el Prepirineo; la creación de nuevos espacios expositivos (el Museo de Lérida, el Museo de los Vestidos de Papel de Mollerussa, el Museo del Esquí del Valle de Arán), de rutas destinadas a dar a conocer la riqueza natural, cultural y monumental de la zona (Ruta de los Castillos del Sió, Ruta del Pirineo Condal, Pallars Nostálgico, Ruta del Vino de las Garrigues, Rutas Literarias del Pallars, etc.) o proyectos para promover la excelencia turística como la Red de Pueblos con Encanto. Por otro lado, las comarcas de Lérida siguen liderando en España la oferta de los deportes de aventura, con más de 170 empresas que organizan una cincuentena de actividades distintas de agua, aire y tierra. La demarcación es también vanguardista en el sector del esquí: los 11 complejos leridanos agrupados bajo la marca Neu de Lleida ofrecen más de 450 km de pistas, una capacidad para desplazar 115 000 pasajeros/h mediante 81 remontadores y más de 30 000 plazas de alojamiento reglado junto a los centros invernales.